# Sarısu Çayı (Bilecik)
Pour les articles homonymes, voir Sarısu.
La rivière Sarısu (en turc Sarısu Çayı c'est-à-dire rivière de l'eau jaune) est une rivière turque coupée par le barrage de Dodurga (appelé aussi barrage de Darıdere) dans la province de Bilecik. Elle conflue avec le Thymbre à Eskişehir.